# Adalto
Adalto Batista da Silva, meglio noto come Adalto (Votuporanga, 30 agosto 1978), è un ex calciatore brasiliano, di ruolo difensore.

## Carriera
Ha giocato nella massima serie dei campionati uruguaiano, giapponese, brasiliano, turco e portoghese.

## Palmarès

### Club

#### Competizioni nazionali
- Campionato uruguaiano: 1

Nacional: 2000
- Coppa di Lega portoghese: 1

Vitória Setúbal: 2007-2008